# 慎嬪 (乾隆帝)
慎嬪（18世纪？—1765年），拜爾葛斯氏。厄鲁特达什达瓦部人，德穆齊塞音察克之女。乾隆帝之嬪。

## 出身背景及入宮伊始
生年不詳，生辰為四月十一日。
根據《军机处满文录副奏折》的記載，在准噶尔汗国覆亡时期，大量厄鲁特人被哈萨克和柯尔克孜人掳掠，经由中亚奴隶市场售卖到欧亚各地為奴。乾隆二十年左右，即清廷讨伐阿睦尔撒纳時，达什达瓦部出兵配合清军，协助平叛。因此，乾隆帝两次在谕旨中批示，允许达什达瓦部属人前来热河居住。乾隆帝甚至為給達什達瓦部提供佛事活動場所，在武烈河東岸建造安遠廟。從此以後，厄魯特蒙古各部的首領每年夏天都來熱河聚會。
达什达瓦部属人还可以参选官兵，这样可以得到更优厚的赏赐，还可以惠及族人，以补贴生计。热河副都统向乾隆帝奏称，迁来热河居住的达什达瓦部属人男女老少总共二千一百多人。在住房方面，共需添造一千三百多间，待竣工之后分派居住。由此推測，拜爾葛斯氏應是在此段時間，跟隨父親德穆齐塞音察克投靠大清。
乾隆二十四年（1759年）六月十九日初封伊貴人，與郭常在霍碩特氏同日冊封。曾為皇后那拉氏下學規距女子。翌日，乾隆帝命蘇州的地方官員趕緊呈進绣缎地袍褂料兩套，並且指定要用四等绣法。第一套是石青缎绣八团夔龙捧寿褂料並香色缎绣金龙袍料。第二套是石青缎绣八团夔龙捧寿褂料並香色缎绣金龙袍料。

## 宮廷生活
值得一提的是伊貴人與皇后那拉氏常在《穿戴檔》中被乾隆帝要求做些女紅。例如在乾隆二十六年四月二十二日，乾隆帝就下旨：「五彩線金絲火鐮襖到家裏交與慎嬪，按此火鐮襖做樣，比這火鐮襖線的，當在做些。」乾隆帝更稱贊曾受皇后教導的拜爾噶斯氏為「六宮雅範」，或能體現出這兩人的關係不錯。
乾隆二十六年，慎嬪原有的黑狐皮朝冠、天鵝絨朝冠因不是五色線帶而著造辦處辦理。而容嬪仍戴回子朝衣冠，不需變改。
乾隆二十七年五月二十一日，正式行冊封禮，五月二十二日，女官引穿戴着額勒特朝衣冠的慎嬪赴皇后所居的翊坤宮行禮，內監奏請皇后升座，女官引慎嬪於皇后那拉氏寶座前，行六拜三跪三叩禮；五月二十五日，胡士傑傳旨著賞慎嬪琺瑯頂鑲嵌琺瑯架琺瑯錶盤時鐘一座 。
乾隆二十九年五月，慎嬪生病期間，乾隆帝從熱河召回慎嬪的弟弟披甲人厄勒木吉前來京城，之後還調派了兩名厄魯特醫師赴京給慎嬪看病，諭令不得有絲毫延誤。同年六月初四日，慎嬪薨逝；六月初七日皇后、妃等位往静安庄殯宮送別慎嫔金棺，令貴妃魏氏因不明原因而沒有出席；十一月二十七日敬事房呈覽慎嬪之遺物。乾隆三十年葬入清東陵之裕陵妃園寢。

## 影视作品
- 電視劇

| 年份 | 劇名   | 演員   | 剧中姓名   | 劇中稱謂 | 註解 |
| 2018 | 如懿傳 | 劉美彤 | 拜爾葛斯氏 | 恪嬪     |      |